# François-Auguste de Thou
François-Auguste de Thou (Paris, 24 août 1604 - Lyon 12 septembre 1642) est un magistrat français, conseiller d'État. Fils de Jacques-Auguste de Thou, il hérite de la charge de maître de la Librairie. Mais il se lie à Gaston d'Orléans, et s'oppose ainsi à la politique de Richelieu. Il meurt décapité pour crime de lèse-majesté dans la conspiration du marquis de Cinq-Mars.
La statue de la cour du Louvre est celle de son père, non la sienne.

## Présentation
Fils aîné de Jacques-Auguste de Thou et de Gasparde de la Chastre, il a pour parrain le cardinal François de Joyeuse.
Il est conseiller au parlement de Paris en 1626 et conseiller d'État peu de temps après. En 1617, il hérite de son père de la charge de maître de la Librairie mais laissera Nicolas Rigault, garde de la Bibliothèque du roi, l'assumer. Collectionneur, il possédait le Minuscule 601, un manuscrit d'une partie du Nouveau Testament rédigé en grec ancien datant du XIIIe siècle, dont Colbert fit don à la Bibliothèque royale et qui est aujourd'hui à la Bibliothèque nationale de France (cote Gr. 104).
De 1632 à 1635, il est intendant de Bourgogne  et intendant des armées auprès du cardinal Louis de Nogaret de La Valette.
Il commet l'imprudence de se lier avec Gaston d'Orléans, frère du roi, le marquis Louis d'Astarac de Fontrailles et d'autres ennemis du cardinal de Richelieu, qui de fait, lui retire toutes ses charges. Son entremise coupable entre la reine Anne d'Autriche et la duchesse de Chevreuse est pardonnée, mais il chute avec le marquis de Cinq-Mars, favori du roi Louis XIII, surnommé Monsieur le Grand. Arrêté le 13 juin à Narbonne, il ne révèle pas les intelligences avec l'Espagne, et ce silence lui est compté pour crime de fait : un traité avec une puissance étrangère, sans l'accord du roi, relève du crime de lèse-majesté.
Richelieu et Louis XIII ordonnent alors leur transport à Lyon et leur emprisonnement au château de Pierre Scize, le 3 septembre 1642. Cinq-Mars et de Thou sont jugés et condamnés à mort.
Ils sont tous deux exécutés à Lyon, place des Terreaux, le 12 septembre. Leur supplice devient un massacre, leur bourreau étant inexpérimenté. Le corps de François-Auguste de Thou fut enseveli dans l"église des Carmélites de Lyon, son cœur à Paris, en l'église Saint-André-des-Arts, aujourd'hui disparue.

## Pour approfondir